# José Sánchez-Ocaña Beltrán
José Sánchez-Ocaña Beltrán (1874-1964) a ser un militar espanyol, que va aconseguir el rang de general de divisió.

## Biografia
Va ingressar en l'Exèrcit el 30 d'agost de 1888. Procedent de l'Arma de Cavalleria, posteriorment es va especialitzar en Estat Major.
Després de la proclamació de la Segona República, al juliol de 1931 va ser nomenat Director de la Escola Superior de Guerra. Uns mesos després, va ascendir a l'ocupació de General de divisió. Durant el període republicà va arribar a ser cap de les divisions orgàniques IV i V, amb seus a Barcelona i Saragossa respectivament. Al febrer de 1936 va ser nomenat cap de l'Estat Major Central de l'Exèrcit, en substitució de Francisco Franco. El seu oficial adjunt en l'Estat Major va ser el general Manuel Lon Laga. Al començament de la Guerra civil no es va unir als revoltats. Tanmateix, Sánchez Ocaña va ser destituït del seu càrrec la nit del 18 al 19 de juliol.
No va ser represaliat per cap bàndol. Va sobreviure a la contesa encara que no va arribar a ocupar cap lloc actiu posteriorment.

## Família
Va tenir un germà, Francisco, que va ser periodista, polític i diputat en el període de la Restauració.